# Александрівський Михайло Семенович
Миха́йло Семе́нович Александрі́вський (*1810-?) — чиновник Оренбурзької династії Оренбурзької прикордонної комісії. У 1833 закінчив медичний факультет Казанського університету.
Тарас Шевченко познайомився з Александрівським 1847 року в Орському укріпленні, часто бував у нього в гостях, користувався його допомогою, листувався з ним. З їхнього листування зберігся лист Александрівського до Шевченка 16 серпня 1848. Найбільше вони зустрічалися у 1849—1850 рр.